# 一才物
一才物（いっさいもの）は、園芸の用語で、本来は高性で開花・結実に数年またはそれ以上かかる植物を、タネまきや挿し木・接ぎ木から元の種に比べより短期間に観賞できるように改良した品種のことである。盆栽や鉢物として人気が高い。
苗が販売されているものとしては、フジやサクラ、ガマズミ、サルスベリなどの花木類と、ユズやキンカン、ミカンなどの柑橘類、ザクロやヒメリンゴ、桑、山葡萄などがある。